# Harmen Steenwijck
Harmen Steenwijck (Delft, 1612 – 1656) è stato un pittore olandese di natura morta del secolo d'oro olandese.

## Biografia
Harmen Steenwick, nacque a Delft città in cui si formò insieme al fratello, Pieter Steenwijck, anch'egli pittore di nature morte. Il padre Evert, indirizzò loro a corsi di pittura dallo zio David Bailly a Leida.
Harmen si attivò come pittore a Leiden tra il 1628 e il 1633. Dal 1633 al 1656 ritornò a Delft.
Fu uno dei maggior pittori a rappresentare la Vanitas.